# Hardball with Chris Matthews
Pour les articles homonymes, voir Hardball.
Hardball with Chris Matthews est une émission d'information politique américaine animée par le journaliste Chris Matthews et diffusée chaque jour de semaine, à 17 heures puis 19 heures Heure de l'Est, sur la chaîne télévisée d'information en continu MSNBC. 
L'émission, créée en 1994, était à l'origine diffusée sur la chaîne de télévision America's Talking sous le nom Politics with Chris Matthews. En 1996, alors qu'America's Talking est en déclin, Microsoft et NBC annonçant la création de MSNBC visant à remplacer America's Talking, l'émission est alors transférée sur CNBC, la chaîne financière du réseau NBC. En 1999, l'émission déménage définitivement sur la chaîne MSNBC.
Le format de Hardball est similaire à celui des émissions des chaînes d'information américaines du câble diffusées en première et seconde partie de soirée : un journaliste-présentateur, parfois partisan, commente l'actualité politique du moment sous le prisme de ses propres opinions, et est épaulé, suivant les sujets et les domaines, par un panel de correspondants, personnalités politiques et consultants réguliers. 